# Wemaers-Cappel

Wemaers-Cappel este o comună în departamentul Nord, Franța. În 1 ianuarie 2022 avea o populație de 229 de locuitori.